# Белорусская социально-спортивная партия
Белорусская социально-спортивная партия (бел. Беларуская сацыяльна-спартыўная партыя) — бывшая политическая партия в Беларуси.
Партия была основана в ноябре 1994 года. В 2023 году не смогла пройти перерегистрацию в Министерстве Юстиции Беларуси и в сентябре того же года была ликвидирована по решению Верховного Суда.
Лидером партии являлся Владимир Александрович. Руководящим органом — Совет. Девизом — «Здоровье народа — благополучие государства» (бел. Здароўе народа — дабрабыт дзяржавы.)

## Деятельность
Деятельность партии в основном ограничивалась рамками избирательных кампаний и заключалась в поставке лояльных членов избирательных комиссий, наблюдателей, создании видимости партийной конкуренции.
Показательно, что на выборах в местные Советы депутатов в 2010 году только 2 человека от партии изъявили желание баллотироваться, а членами избирательных комиссий пожелали стать 434 члена этой партии.

## Заявляемые цели
Содействие укреплению экономически развитого, социально ориентированного, стабильного государства через совершенствование общественных норм, объединение прогрессивных сил Беларуси для реализации социальных программ, которые благоприятствуют росту духовного, культурного и экономического потенциала белорусского народа; привлечение внимания общества к проблемам в области воспитания подрастающего поколения, пропаганда идей гражданственности, патриотизма и здорового образа жизни, привлечение граждан к участию в местном самоуправлении, к решению социальных задач, стоящих перед обществом.

## История
6 ноября 1994 года партия была создана, в декабре того же года получила регистрацию.
9 ноября 1999 года партия прошла перерегистрацию.
2000 год — в результате парламентских выборов партия единственный раз получила представительство в парламенте (1 депутатский мандат).
2018 год — на выборах в местные Советы 2018 года партия выдвинула 7 кандидатов в депутаты (6 из которых в Минске). По результатам голосования 4 кандидата были избраны депутатами.
4 сентября 2023 года Верховный Суд Беларуси ликвидировал Белорусскую социально-спортивную партию.